# Шани Паласка
Шани Паласка (алб. Shani Pallaska; Ђаковица, 1928 — Приштина, 13. јануар 1999) био је југословенски, српски и албански позоришни и филмски глумац.

## Биографија
Од доласка у Покрајинско народно позориште у Приштини 1948. године, целу своју каријеру је провео у њему. У позориште га је, заједно са Абдурахманом Шаљом, Истрефом Беголијем и Мухаремом Ћеном, довео Милутин Јаснић у настојању да створи квалитетну Албанску драму. Првих година играо је подједнако и у Српској и у Албанској драми.
Играо је Јеротија Пантића у првој албанској представи, изведеној у Покрајинском народном позоришту, у „Сумњивом лицу“ Бранислава Нушића, у режији Добрице Раденковића, чија је премијера била 7. јуна 1949. у Косовској Митровици. За ту интерпретацију награђен је посебном наградом Министарства просвете и културе НР Србије. Играо је у више од 300 позоришних представа, па и у „Ервехеји“, најпознатијој албанској представи на сцени Покрајинског народног позоришта, у режији Мухарема Ћене. И кад је отишао у пензију, радо је играо у позоришним представама, до пред саму смрт. Његова последња глумачка награда је на Сусретима професионалних позоришта Србије 1996. године у Лесковцу, за улогу Сера у представи „Гардеробер“ Харолда Пинтера, у режији Сељамија Таракуа. Била му је то шеста награда за главну улогу на овом фестивалу.
Поред позоришних улога, играо је у 17 филмова и ТВ серија који су снимани на Косову и Метохији.
Сахрањен је у Призрену.